# Чапаево (Северо-Казахстанская область)
Чапаево (каз. Чапаево) — село в Кызылжарском районе Северо-Казахстанской области Казахстана. Входит в состав Кызылжарского сельского округа. Код КАТО — 595050800.

## Население
В 1999 году население села составляло 429 человек (216 мужчин и 213 женщин). По данным переписи 2009 года, в селе проживало 366 человек (179 мужчин и 187 женщин).